# Best of Q
Best of Q was een programma van Q-music (Nederland). De presentatie lag in handen van Joep Roelofsen (tot maart 2013 Daniël Smulders). Het programma zond de leukste radiofragmenten van de week uit. Er kwamen onder andere fragmenten voorbij uit Mattie & Wietze en Van Inkel in de Middag. Het programma was te beluisteren in het weekend van 10:00 tot 12:00.